# Cerro La Sandia
Cerro La Sandia es una montaña en México. Se ubica en el municipio de Ensenada y estado de Estado de Baja California, en la zona occidental del país. El Cerro La Sandia se encuentra en su punto más elevado a 1,769 metros sobre el nivel del mar.
El terreno alrededor del Cerro La Sandia es montañoso siendo el punto más alto de la sierra de San Borja. Hay alrededor de 8 personas por kilómetro cuadrado alrededor del Cerro La Sandia con una población pequeña. El Cerro La Sandia está casi totalmente rodeado de matorrales.